# Liaison dihydrogène

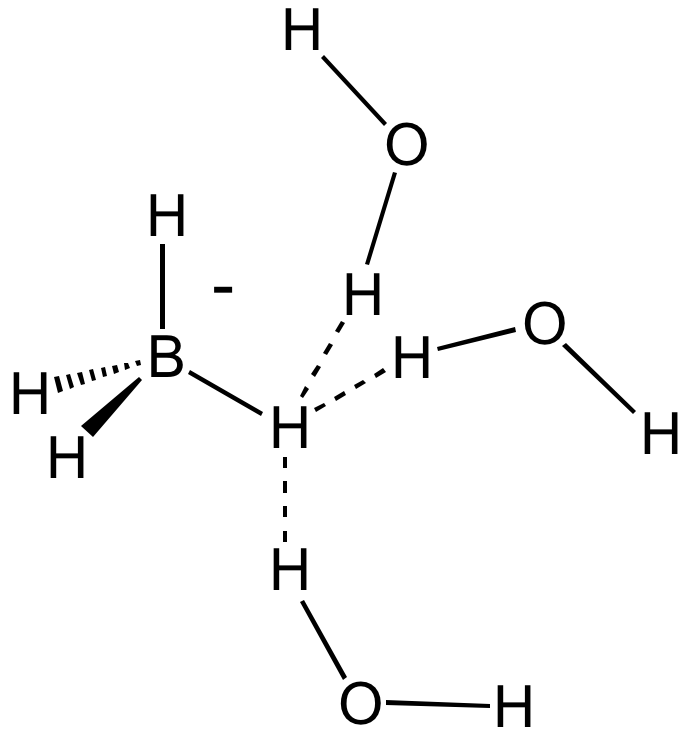
Exemple de liaison dihydrogène entre un anion borohydrure et de l'eau

La liaison dihydrogène, en chimie, est un type particulier de liaison hydrogène, qui consiste en une interaction entre une liaison d'un hydrure métallique et un groupe donneur de proton comme les groupes hydroxyde (-OH) ou une amine primaire ou secondaire. Le premier exemple connu de ce phénomène fut énoncé par Brown et Heseltine. Ils ont observé des bandes d'absorption intenses en spectroscopie infrarouge à 3300 et 3210 cm−1 pour une solution de (CH3)2NHBH3. La bande de plus haute énergie fut assignée à une vibration N-H normale alors que la bande de plus basse énergie fut assignée à la même liaison, qui interagit avec la liaison B-H. Après dilution de la solution, la bande à 3300 cm−1 voit son intensité s'accroître et celle de la bande à 3210 cm−1 diminuer, ce qui est indicatif d'une association intermoléculaire.
L'intérêt de ce type de liaison fut par la suite relancé lors de la caractérisation cristallographique de la molécule de H3NBH3. Dans cette molécule, comme pour celle étudiée par Brown et Hazeltine, les atomes d'hydrogène liés à l'azote ont une charge partielle positive (Hδ+) et ceux liés au bore ont une charge partielle négative (Hδ-) . En d'autres termes, l'amine est un acide protique et la terminaison borane est hydrique. Les attractions B-H...H-N résultantes stabilisent la molécule sous forme solide. Au contraire, le composé isoélectronique carboné correspondant, l'éthane (H3CCH3), est un gaz dont le point d'ébullition est 285 °C plus bas. En raison de l'implication de deux atomes d'hydrogène, cette interaction est appelée liaison dihydrogène.
La formation d'une liaison dihydrogène est postulée comme précédant la formation de H2 dans une réaction entre un hydrure et un acide protique. Une liaison dihydrogène très courte est observée dans NaBH4.2H2O avec des distances d'interactions H---H de 1,79, 1,86, et 1,94 Å.
Le type de l'interaction H---H est différent de celui de la liaison H---H dans les complexes de métaux de transition ayant une liaison dihydrogène avec un métal. L'existence d'autres liaisons hydrogène-hydrogène est postulée (voir théorie de Bader) dans certains composés entre deux atomes d'hydrogène non liés.